# Symmetroctena
Symmetroctena là một chi bướm đêm thuộc họ Geometridae.